# Bonnaya ciliata
Bonnaya ciliata är en tvåhjärtbladig växtart. Bonnaya ciliata ingår i släktet Bonnaya och familjen Linderniaceae.

## Underarter
Arten delas in i följande underarter:
- B. c. ciliata
- B. c. sivarajanii